# Геологічна серія
Геологічна серія — найбільша одиниця з місцевих (регіональних) стратиграфічних підрозділів, що охоплює потужну і складну за складом товщу осадових порід, вулканогенних або метаморфічних утворень (або сукупність тих і інших), що часто відповідають єдиному крупному седіментаційному, вулканічному або тектонічному циклу. За обсягом Г. С. може відповідати відділу єдиної шкали, але може бути більше або менше останнього. Ділиться на світи і має власну географічну назву.
Приклад геологічної серії — Теміскамінг (серія).